# 215886 Barryarnold
215886 Barryarnold este un asteroid din centura principală de asteroizi.

## Descriere
215886 Barryarnold este un asteroid din centura principală de asteroizi. A fost descoperit pe 16 martie 2005 la Saint-Sulpice de Bernard Christophe. Asteroidul prezintă o orbită caracterizată de o semiaxă mare de 2,40 ua, o excentricitate de 0,09 și o înclinație de 3,0° în raport cu ecliptica.